# الفساد في لبنان
الفساد في لبنان : وهي حالة من حالات النزاع التي بدأت بالتضاخم تم تضخيمه بعد انتهاء الحرب الأهلية عام 1990.

## مؤشر مدركات الفساد
يُعتبر مؤشر مدركات الفساد لعام 2022 الصادر عن منظمة الشفافية الدولية، والذي سجل 180 دولة على مقياس من (0) "فاسد للغاية" إلى (100) "غير فاسد أبدا"، حيثُ أعطت لبنان درجة 24 عند الترتيب حسب النتيجة، إحتلت لبنان المرتبة 150 من بين 180 دولة في المؤشر، حيث يُنظر إلى الدولة التي احتلت المرتبة الأولى على أنها تتمتع بالقطاع العام الأكثر صدقًا. وللمقارنة مع الدرجات العالمية، كانت أفضل درجة هي 90 (المرتبة 1)، وكانت أسوأ درجة هي 12 (المرتبة 180)، وكان متوسط الدرجات 43. حيثُ كانت أعلى درجة بين دول الشرق الأوسط وشمال أفريقيا هي 67، وأقل درجة كانت 13 وكان متوسط الدرجات 38.

## الشعب والمعارضة
كانت المشاعر المناهضة للفساد إحدى القوى الدافعة وراء العديد من الإحتجاجات اللبنانية واسعة النطاق في التاريخ الحديث؛ ومن أبرزها الاحتجاجات اللبنانية 2015-2016 التي إندلع بسبب إغلاق مكب النفايات دون خطة مما أدى إلى "أزمة النفايات" ، والاحتجاجات اللبنانية 2019-2020 التي أثارتها زيادة الضرائب.

## الوقود الملوث
في يوليو 2020، وُجهت اتهامات لشركة (ZR Energy) اللبنانية بسبب إستيرادها بانتظام وقود ملوث من شركة سوناطراك الجزائرية، مما تكبد تكاليف تصل إلى ملياري دولار سنويًا من مصادر الوقود.

## إنفجار مرفأ بيروت
في 4 أغسطس 2020، وقع إنفجار في مرفأ بيروت أسفر عن وفاة ما لا يقل عن 190 شخصًا، وإصابة أكثر من 6500 آخرين، وتشريد حوالي 300 ألف شخص. يعود سبب الانفجار إلى تخزين 2750 طنًا من نترات الأمونيوم بشكل غير آمن في أحد المستودعات.

## منظمات مكافحة الفساد
هناك العديد من المنظمات غير الحكومية في لبنان التي تعمل بجد على مكافحة الفساد وتعزيز الشفافية في البلاد. من بين هذه المنظمات، يمكن ذكر جمعية الشفافية اللبنانية ومرصد الشفافية ومنظمة اليونسيف والعديد من الجمعيات والمنظمات الأخرى التي تعمل على تعزيز الحوكمة الرشيدة ومكافحة الفساد في مختلف قطاعات المجتمع اللبناني. تلعب هذه المنظمات دورًا مهمًا في رصد الفساد والضغط من أجل إصلاحات تعزز من شفافية ومساءلة السلطات.